# Fuengirola Potros 2016
Questa voce raccoglie le informazioni riguardanti i Fuengirola Potros nelle competizioni ufficiali della stagione 2016.

## LNFA Serie C 2016

### Playoff
| Fuengirola 14 maggio 2016 | Fuengirola Potros | 0 – 20 | Las Rozas Black Demons |  |

## XV Liga Andaluza de Futbol Americano

### Stagione regolare
| Siviglia 14 novembre 2015 | Sevilla Linces | 6 – 54 referto | Fuengirola Potros | IDM La Cartuja |

| Fuengirola 28 novembre 2015 | Fuengirola Potros | 47 – 0 referto | Almería Barbarians | Estadio de Suel |

| Maracena 13 dicembre 2015 | Granada Lions | 26 – 31 referto | Fuengirola Potros | Ciudad Deportiva |

| Fuengirola 16 gennaio 2015 | Fuengirola Potros | 54 – 0 referto | Sevilla Linces | Estadio de Suel |

| Almería 6 febbraio 2016 | Almería Barbarians | 0 – 61 referto | Fuengirola Potros | Estadio de la Juventud Emilio Campra |

| Fuengirola 13 febbraio 2016 | Fuengirola Potros | 7 – 20 referto | Granada Lions | Estadio de Suel |

### Playoff
| Maracena 19 marzo 2016 | Granada Lions | 0 – 40 referto | Fuengirola Potros | Ciudad Deportiva |

## Statistiche di squadra
| Competizione           | %Vittorie | In casa | In casa | In casa | In casa | In casa | In casa | In trasferta | In trasferta | In trasferta | In trasferta | In trasferta | In trasferta | Totale | Totale | Totale | Totale | Totale | Totale |
| Competizione           | %Vittorie | G       | V       | N       | P       | Pf      | Ps      | G            | V            | N            | P            | Pf           | Ps           | G      | V      | N      | P      | Pf     | Ps     |
| ---------------------- | --------- | ------- | ------- | ------- | ------- | ------- | ------- | ------------ | ------------ | ------------ | ------------ | ------------ | ------------ | ------ | ------ | ------ | ------ | ------ | ------ |
| LNFA-C Playoff         | .000      | 1       | 0       | 0       | 1       | 0       | 20      | 0            | 0            | 0            | 0            | 0            | 0            | 1      | 0      | 0      | 1      | 0      | 20     |
| LAFA Stagione regolare | .833      | 3       | 2       | 0       | 1       | 108     | 20      | 3            | 3            | 0            | 0            | 146          | 32           | 6      | 5      | 0      | 1      | 254    | 52     |
| LAFA Playoff           | 1.000     | 0       | 0       | 0       | 0       | 0       | 0       | 1            | 1            | 0            | 0            | 40           | 0            | 1      | 1      | 0      | 0      | 40     | 0      |
| Totale                 | .750      | 4       | 2       | 0       | 2       | 108     | 40      | 4            | 4            | 0            | 0            | 186          | 32           | 8      | 6      | 0      | 2      | 294    | 72     |